# Max von der Wippel
Max von der Wippel (* 16. Juni 1994 in Leipzig) ist ein deutscher Basketballspieler.

## Laufbahn
Von der Wippel schaffte über die Regionalligamannschaft des USC Leipzig im Jahr 2011 den Sprung in den Kader der Uni-Riesen Leipzig für die 2. Bundesliga ProB. In der Saison 2011/12 sammelte er erste Spieleinsätze für die Riesen, ehe er zur Saison 2012/13 zu den Dresden Titans wechselte. Zusätzlich zu seinen sportlichen Aufgaben in der Dresdner Mannschaft absolvierte er eine Lehre als Bankkaufmann. Mit Dresden erreichte er in der Saison 2015/16 das Halbfinale der ProB-Playoffs, da andere Vereine ihr Aufstiegsrecht nicht wahrnahmen, nutzten die Titans die Möglichkeit und stiegen in die 2. Bundesliga ProA auf. Mit einer Bilanz von zwei Siegen und 28 Niederlagen in der Saison 2016/17 stieg von der Wippel mit Dresden aber als Tabellenletzter der ProA aber wieder ab. Der Innenspieler war für die Sachsen im Laufe der Saison in 27 ProA-Partien eingesetzt worden (2,7 Punkte, 2,1 Rebounds im Schnitt).
Im Sommer 2017 wurde er vom BBC Coburg unter Vertrag genommen, der zuvor in die 2. Bundesliga ProB aufgestiegen war. Nach zwei Jahren in Coburg kehrte er nach Dresden zurück. Er wurde mit den Sachsen 2022 Meister der 2. Bundesliga ProB und spielte dann für die zweite Dresdner Herrenmannschaft in der Regionalliga.

### Nationalmannschaft
Im Altersbereich U18 schaffte von der Wippel den Sprung in den deutschen Nationalkader.